# Américo Ferreira dos Santos Silva
Américo Ferreira dos Santos Silva (Porto, 16 gennaio 1829 – Porto, 21 gennaio 1899) è stato un cardinale e vescovo cattolico portoghese.

## Biografia
Nacque a Porto il 16 gennaio 1829.
Papa Leone XIII lo elevò al rango di cardinale nel concistoro del 12 maggio 1879.
Morì il 21 gennaio 1899 all'età di 70 anni.

## Genealogia episcopale e successione apostolica
La genealogia episcopale è:
- Vescovo Jerónimo do Barco, O.F.M.Ref.
- Arcivescovo Vicente da Soledade e Castro, O.S.B.
- Cardinale Francisco de São Luiz Saraiva, O.S.B.
- Cardinale Guilherme Henriques de Carvalho
- Cardinale Manuel Bento Rodrigues da Silva
- Cardinale Inácio do Nascimento Morais Cardoso
- Cardinale Américo Ferreira dos Santos Silva

La successione apostolica è:
- Vescovo José Maria da Silva Ferrão de Carvalho Mártens (1875)
- Arcivescovo António Aires de Gouveia (1884)
- Arcivescovo António Pedro da Costa (1887)